# Marcel Glăvan
Marcel Glăvan (n. 9 martie 1975, Drăgușeni, Galați, România) este un canoist român, laureat cu argint la Atlanta 1996.

## Carieră
El este născut în comuna Dragușeni jud. Galați la data de 9 martie 1975.
Pe lângă rezultatele aduse la Jocurile Olimpice în proba de C2 1000m împreuna cu partenerul său de barcă Antonel Borșan, Marcel Glăvan a mai reușit să cucerească următoarele rezultate sportive:
La Campionatele Mondiae de Juniori din anul 1993 din Cehia-Racice a cucerit o medalie de aur în proba de C1 500m, una de argint în proba de C4 1000m și una de bronz în proba de C2 500m.
La Campionatele Mondiale de Seniori 1994 Mexic a cucerit două medalii de argint în probele de C4 500 și C4 1000m.
La Campionatele Mondiale de Seniori din Germania-Duisburg 1995 a cucerit o medalie de aur în proba de C4 1000m, și două medalii de argint în probele de C2 1000m și C4 500m.
La Campionatele Mondiale din Canada-Dartmouth 1997 a cucerit o medalie de aur în proba de C4 1000m și una de argint în proba de C4 500m.
Din anul 1999 se stabilește în Spania unde își desfășoară activitatea ca antrenor la cele mai prestigioase cluburi de caiac-canoe, după care își urmează activitatea ca antrenor la centrul de pregătire din Murcia (CAR Infanta Cristina) la lotul de juniori, iar din anul 2009 și până în actualitate, își desfășoară activitatea ca antrenor principal al lotului olimpic al Spaniei de canoe.